# Erich Schärer
Erich Schärer (* 1. September 1946 in Zürich) ist ein ehemaliger Schweizer Bobpilot. Als Olympiasieger und siebenfacher Weltmeister ist er einer der erfolgreichsten Bobsportler.

## Karriere
Seinen ersten Weltmeistertitel gewann Erich Schärer gemeinsam mit seinem Bruder Peter im Viererbob als Anschieber von René Stadler bei der Bob-Weltmeisterschaft 1971 im italienischen Cervinia. Zwei Jahre später konnte er diesen Erfolg in Lake Placid wiederholen. Bei der Bob-Weltmeisterschaft 1975 in Cervinia kehrte er als Pilot an den Ort seines ersten grossen Erfolges zurück und gewann seinen ersten Weltmeistertitel an den Lenkseilen des grossen Bobs. Dies war zugleich sein dritter und letzter Titel, den er gemeinsam mit seinem Bruder gewann.
Bei den Olympischen Winterspielen 1976 in Innsbruck stand Schärer mit der Bronzemedaille im Zweierbob und der Silbermedaille im Viererbob in beiden Wettbewerben auf dem Podium. Gold ging jeweils an Meinhard Nehmer aus der DDR. In den Folgejahren feierte er dann auch bei den Weltmeisterschaften Erfolge im kleinen Schlitten. Sowohl 1978 in Lake Placid als auch ein Jahr später am Königssee holte er sich den Titel im Zweierbob mit seinem Anschieber Josef Benz. Hinzu kamen weitere Podiumsplatzierungen im Viererbob.
Bei den Olympischen Winterspielen 1980 in Lake Placid holte Schärer im Zweierbob gemeinsam mit Benz seinen einzigen Olympiasieg. Im Viererbob wurde er erneut von Nehmer geschlagen und errang die Silbermedaille. Mit seinem neuen Anschieber Max Rüegg holte Schärer 1982 im eigenen Land seinen sechsten Weltmeistertitel. Im Viererbob konnte er sich dann 1986 am Königssee und damit elf Jahre nach seinem letzten Triumph seine siebte und letzte Weltmeisterschaft sichern.
Zusammen mit seinem langjährigen Anschieber Josef Benz gewann Schärer alle vier olympischen Medaillen und acht seiner insgesamt 14 Medaillen bei Weltmeisterschaften. Bei den Europameisterschaften holte er weitere acht Medaillen, darunter drei Europameistertitel.
Nach seiner Bobkarriere arbeitete er als Manager im Sportartikelhandel. Ab 1976 war er Vorstand des Bob Clubs Zürichsee. In den Nationalratswahlen 2023 trat er für die SVP an, er wurde nicht gewählt.

## Auszeichnungen
- Team des Jahres 1980. Zweierbob-Team Schärer/Benz.